# Прядчино
Пря́дчино — село в Благовещенском районе Амурской области, Россия.
Входит в Новопетровский сельсовет.

## География
Село Прядчино стоит примерно в 2 км от правого берега реки Зея.
Село Прядчино расположено на автотрассе областного значения Благовещенск — Свободный.
Расстояние до центра города Благовещенск — около 74 км (на юг).
Административный центр Новопетровского сельсовета село Новопетровка находится в 12 км южнее.

## Население
| 2002 | 2010 | 2012 | 2013 | 2014 | 2015 | 2016 |
| ---- | ---- | ---- | ---- | ---- | ---- | ---- |
| 271  | ↗286 | ↘281 | ↘276 | ↗286 | ↗290 | ↗291 |
| 2017 | 2018 |      |      |      |      |      |
| →291 | ↗292 |      |      |      |      |      |

## Инфраструктура
- Сельскохозяйственные предприятия Благовещенского района.